# (432949) 2012 HH2
(432949) 2012 HH2, também escrito como (432949) 2012 HH2, é um objeto transnetuniano que está localizado no cinturão de Kuiper, uma região do Sistema Solar. Este corpo celeste está em uma ressonância orbital de 4:5 com o planeta Netuno. Ele possui uma magnitude absoluta de 6,4 e tem um diâmetro com cerca de 231 km. O astrônomo Mike Brown lista este objeto em sua página na internet como um candidato a possível planeta anão.

## Descoberta
(432949) 2012 HH2 foi descoberto pelo astrônomo T. Vorobjov, através de imagens feitas na noite de 19 de abril de 2012, no Observatório de Pesquisa Astronômica (H21). O objeto foi observado 42 vezes sobre duas oposições.

## Órbita
A órbita de (432949) 2012 HH2 tem uma excentricidade de 0,169 e possui um semieixo maior de 35,110 UA. O seu periélio leva o mesmo a uma distância de 29,182 UA em relação ao Sol e seu afélio a 41,038 UA.
Este objeto está atualmente a 29,8 UA de distância em relação ao Sol.